# Лауреаты Государственной премии Украины в области науки и техники (2006)
Государственная премия Украины в области науки и техники — лауреаты 2006 года.
На основании представления Комитета по Государственным премиям Украины в области науки и техники Президент Украины Виктор Ющенко издал указ № 1103/2006 от 20 декабря 2006 года «О присуждении Государственных премий Украины в области науки и техники 2006 года».
На 2006 год размер Государственной премии Украины в области науки и техники составил 125 000 гривен каждая.

## Лауреаты Государственной премии Украины в области науки и техники 2006 года
| Премированная работа | Лауреаты                             | Кратко о лауреате |
| --- | ------------------------------------ | --- |
| За разработку физических основ повышения эффективности и помехозащищенности радиолокационных систем сверхвысокой частоты диапазона и их реализация при создании современных радиолокационных комплексов | Разсказовский, Вадим Борисович       | доктор технических наук, старший научный сотрудник Института радиофизики и электроники имени О. Я. Усикова НАН Украины                                                               |
| За разработку физических основ повышения эффективности и помехозащищенности радиолокационных систем сверхвысокой частоты диапазона и их реализация при создании современных радиолокационных комплексов | Мокеев, Юрий Геннадиевич             | кандидат технических наук, генеральный директор общества с ограниченной ответственностью «Украинский центр инноваций и технологий»                                                   |
| За разработку физических основ повышения эффективности и помехозащищенности радиолокационных систем сверхвысокой частоты диапазона и их реализация при создании современных радиолокационных комплексов | Кононович, Виктор Яковлевич          | кандидат технических наук, начальник отделения «Научно-производственный комплекс "Искра"»                                                                                            |
| За разработку физических основ повышения эффективности и помехозащищенности радиолокационных систем сверхвысокой частоты диапазона и их реализация при создании современных радиолокационных комплексов | Май, Игорь Дмитриевич                | кандидат технических наук, начальник отдела казенного предприятия «Научно-производственный комплекс "Искра"»                                                                         |
| За разработку физических основ повышения эффективности и помехозащищенности радиолокационных систем сверхвысокой частоты диапазона и их реализация при создании современных радиолокационных комплексов | Пресняк, Игорь Степанович            | директор казенного предприятия «Научно-производственный комплекс "Искра"» |
| За разработку физических основ повышения эффективности и помехозащищенности радиолокационных систем сверхвысокой частоты диапазона и их реализация при создании современных радиолокационных комплексов | Лашко, Леонид Алексеевич             | начальник отдела казенного компании «Научно-производственный комплекс "Искра"» |
| За разработку физических основ повышения эффективности и помехозащищенности радиолокационных систем сверхвысокой частоты диапазона и их реализация при создании современных радиолокационных комплексов | Траилин, Вячеслав Фёдорович          | заместитель директора казенного предприятия «Научно-производственный комплекс "Искра"»                                                                                               |
| За разработку физических основ повышения эффективности и помехозащищенности радиолокационных систем сверхвысокой частоты диапазона и их реализация при создании современных радиолокационных комплексов | Новиков, Алексей Прокофьевич         | начальник отделения казенного компании «Научно-производственный комплекс "Искра"» |
| За разработку физических основ повышения эффективности и помехозащищенности радиолокационных систем сверхвысокой частоты диапазона и их реализация при создании современных радиолокационных комплексов | Филенко, Сергей Иванович             | начальник сектора казенного предприятия «Научно-производственный комплекс "Искра"»                                                                                                   |
| За разработку физических основ повышения эффективности и помехозащищенности радиолокационных систем сверхвысокой частоты диапазона и их реализация при создании современных радиолокационных комплексов | Кулемин, Геннадий Петрович           | доктор технических наук (посмертно) |
| За разработку приборов и систем контроля, организацию их промышленного производства и внедрение новых технологий радиационной безопасности | Гектин, Александр Вульфович          | доктор физико-математических наук, заместитель директора Института сцинтилляционных материалов НАН Украины                                                                           |
| За разработку приборов и систем контроля, организацию их промышленного производства и внедрение новых технологий радиационной безопасности | Некрасов, Василий Владимирович       | кандидат технических наук, заведующий лабораторией Института сцинтилляционных материалов НАН Украины                                                                                 |
| За разработку приборов и систем контроля, организацию их промышленного производства и внедрение новых технологий радиационной безопасности | Любинский, Вадим Рувинович           | заведующий отделом Института сцинтилляционных материалов НАН Украины |
| За разработку приборов и систем контроля, организацию их промышленного производства и внедрение новых технологий радиационной безопасности | Берлизов, Андрей Николаевич          | кандидат физико-математических наук, заместитель руководителя Центра экологических проблем атомной энергетики Института ядерных исследований НАН Украины                             |
| За разработку приборов и систем контроля, организацию их промышленного производства и внедрение новых технологий радиационной безопасности | Рудик, Александр Фадиевич            | ведущий инженер Института ядерных исследований НАН Украины |
| За разработку приборов и систем контроля, организацию их промышленного производства и внедрение новых технологий радиационной безопасности | Казимиров, Александр Сергеевич       | генеральный директор общества с ограниченной ответственностью «Научно-производственное предприятие "АтомКомплексПрибор"»                                                             |
| За разработку приборов и систем контроля, организацию их промышленного производства и внедрение новых технологий радиационной безопасности | Рыбалкин, Леонид Михайлович          | проректор негосударственного образовательного учреждения «Универсальный институт инновационных технологий», Российская Федерация                                                     |
| За разработку приборов и систем контроля, организацию их промышленного производства и внедрение новых технологий радиационной безопасности | Бабенко, Виталий Викторович          | посмертно |
| За разработку и внедрение высокоэффективных технологий добычи и поставки газа для повышения энергетической безопасности государства | Крыжановский, Евстахий Иванович      | доктор технических наук, ректор Ивано-Франковского национального технического университета нефти и газа                                                                              |
| За разработку и внедрение высокоэффективных технологий добычи и поставки газа для повышения энергетической безопасности государства | Грудь, Владимир Ярославович          | доктор технических наук, заведующий кафедрой Ивано-Франковского национального технического университета нефти и газа                                                                 |
| За разработку и внедрение высокоэффективных технологий добычи и поставки газа для повышения энергетической безопасности государства | Кондрат, Роман Михайлович            | доктор технических наук, заведующий кафедрой Ивано-Франковского национального технического университета нефти и газа                                                                 |
| За разработку и внедрение высокоэффективных технологий добычи и поставки газа для повышения энергетической безопасности государства | Мыслюк, Михаил Андреевич             | доктор технических наук, профессор Ивано-Франковского национального технического университета нефти и газа                                                                           |
| За разработку и внедрение высокоэффективных технологий добычи и поставки газа для повышения энергетической безопасности государства | Умный, Юрий Тимофеевич               | доктор технических наук, профессор Национального горного университета |
| За разработку и внедрение высокоэффективных технологий добычи и поставки газа для повышения энергетической безопасности государства | Фик, Илья Михайлович                 | доктор технических наук, заместитель директора филиала «Украинский научно-исследовательский институт природных газов»                                                                |
| За разработку и внедрение высокоэффективных технологий добычи и поставки газа для повышения энергетической безопасности государства | Козлов, Анатолий Валентинович        | кандидат технических наук, директор дирекции государственного акционерного общества «Черноморнефтегаз»                                                                               |
| За разработку и внедрение высокоэффективных технологий добычи и поставки газа для повышения энергетической безопасности государства | Гончарук, Николай Иванович           | кандидат технических наук, начальник департамента Национальной акционерной компании «Нафтогаз Украины»                                                                               |
| За разработку и внедрение высокоэффективных технологий добычи и поставки газа для повышения энергетической безопасности государства | Рыбчич, Илья Иосифович               | кандидат технических наук, главный советник председателя правления Национальной акционерной компании «Нефтегаз Украины»                                                              |
| За разработку и внедрение средств неразрушающего контроля и технологий технической диагностики машиностроительного и нефтегазового оборудования длительной эксплуатации | Троицкий, Владимир Александрович     | доктор технических наук, заведующий отделом Института электросварки имени Е. О. Патона НАН Украины                                                                                   |
| За разработку и внедрение средств неразрушающего контроля и технологий технической диагностики машиностроительного и нефтегазового оборудования длительной эксплуатации | Недосека, Анатолий Яковлевич         | доктор технических наук, заведующий отделом Института электросварки имени Е. О. Патона НАН Украины                                                                                   |
| За разработку и внедрение средств неразрушающего контроля и технологий технической диагностики машиностроительного и нефтегазового оборудования длительной эксплуатации | Повторение, Вячеслав Автономович     | кандидат физико-математических наук, ведущий научный сотрудник Института электросварки имени Е. О. Патона НАН Украины                                                                |
| За разработку и внедрение средств неразрушающего контроля и технологий технической диагностики машиностроительного и нефтегазового оборудования длительной эксплуатации | Карпаш, Олег Михайлович              | доктор технических наук, проректор Ивано-Франковского национального технического университета нефти и газа                                                                           |
| За разработку и внедрение средств неразрушающего контроля и технологий технической диагностики машиностроительного и нефтегазового оборудования длительной эксплуатации | Зинчак, Ярослав Михайлович           | кандидат технических наук, заместитель директора Научно-исследовательского института нефтегазовых технологий Ивано-Франковского национального технического университета нефти и газа |
| За разработку и внедрение средств неразрушающего контроля и технологий технической диагностики машиностроительного и нефтегазового оборудования длительной эксплуатации | Девин, Леонид Николаевич             | доктор технических наук, ведущий научный сотрудник Института сверхтвердых материалов имени В. М. Бакуля НАН Украины                                                                  |
| За разработку и внедрение средств неразрушающего контроля и технологий технической диагностики машиностроительного и нефтегазового оборудования длительной эксплуатации | Куриляк, Дозислав Богданович         | доктор физико-математических наук, старший научный сотрудник Физико-механического института имени Г. В. Карпенко НАН Украины                                                         |
| За разработку и внедрение средств неразрушающего контроля и технологий технической диагностики машиностроительного и нефтегазового оборудования длительной эксплуатации | Родниковый, Пётр Яковлевич           | главный специалист общества с ограниченной ответственностью Научно-производственная фирма «Зонд»                                                                                     |
| За создание и внедрение прогрессивных технологий и эффективного оборудования для получения новых функциональных оздоровительных пищевых продуктов | Снежкин, Юрий Фёдорович              | член-корреспондент Национальной академии наук Украины, заместитель директора Института технической теплофизики НАН Украины                                                           |
| За создание и внедрение прогрессивных технологий и эффективного оборудования для получения новых функциональных оздоровительных пищевых продуктов | Малецкая, Кира Дмитриевна            | доктор технических наук, ведущий научный сотрудник Института технической теплофизики НАН Украины                                                                                     |
| За создание и внедрение прогрессивных технологий и эффективного оборудования для получения новых функциональных оздоровительных пищевых продуктов | Черевко, Александр Иванович          | доктор технических наук, ректор Харьковского государственного университета питания и торговли                                                                                        |
| За создание и внедрение прогрессивных технологий и эффективного оборудования для получения новых функциональных оздоровительных пищевых продуктов | Павлюк, Раиса Юрьевна                | доктор технических наук, заведующий кафедрой Харьковского государственного университета питания и торговли                                                                           |
| За создание и внедрение прогрессивных технологий и эффективного оборудования для получения новых функциональных оздоровительных пищевых продуктов | Погарская, Виктория Вадимовна        | кандидат технических наук, доцент Харьковского государственного университета питания и торговли                                                                                      |
| За создание и внедрение прогрессивных технологий и эффективного оборудования для получения новых функциональных оздоровительных пищевых продуктов | Соколовая, Лора Михайловна           | кандидат технических наук, доцент Харьковского государственного университета питания и торговли                                                                                      |
| За создание и внедрение прогрессивных технологий и эффективного оборудования для получения новых функциональных оздоровительных пищевых продуктов | Симахина, Галина Александровна       | доктор технических наук, заведующий кафедрой Национального университета пищевых технологий                                                                                           |
| За создание и внедрение прогрессивных технологий и эффективного оборудования для получения новых функциональных оздоровительных пищевых продуктов | Симонова-Пушкарь, Лариса Ивановна    | доктор медицинских наук, заведующий лабораторией Института медицинской радиологии имени С. П. Григорьева                                                                             |
| За создание и внедрение прогрессивных технологий и эффективного оборудования для получения новых функциональных оздоровительных пищевых продуктов | Гальчинецкая, Юлия Лазаревна         | кандидат технических наук, директор общества с ограниченной ответственностью "Научно-производственное предприятие «Криас-1»                                                          |
| За создание и внедрение прогрессивных технологий и эффективного оборудования для получения новых функциональных оздоровительных пищевых продуктов | Максименко, Георгий Иванович         | директор частной компании «Фипар» |
| За разработку теории и практическое внедрение нетрадиционного процесса — прокатка-разделение | Жучков, Сергей Михайлович            | доктор технических наук, заместитель директора Института черной металлургии имени З. И. Некрасова НАН Украины                                                                        |
| За разработку теории и практическое внедрение нетрадиционного процесса — прокатка-разделение | Губайдулин, Вячеслав Фуатович        | кандидат технических наук, заместитель проректора Донецкого национального технического университета                                                                                  |
| За разработку теории и практическое внедрение нетрадиционного процесса — прокатка-разделение | Нечепоренко, Владимир Андреевич      | кандидат технических наук, председатель правления закрытого акционерного общества «Макеевский металлургический завод»                                                                |
| За разработку теории и практическое внедрение нетрадиционного процесса — прокатка-разделение | Кекух, Анатолий Владимирович         | кандидат технических наук, начальник управления открытого акционерного общества «Mittal Steel-Кривой Рог»                                                                            |
| За разработку теории и практическое внедрение нетрадиционного процесса — прокатка-разделение | Маншилин, Александр Гейнеевич        | кандидат технических наук, генеральный директор Научно-производственного общества с ограниченной ответственностью «Доникс»                                                           |
| За разработку теории и практическое внедрение нетрадиционного процесса — прокатка-разделение | Кукуй, Давид Пенхусович              | кандидат технических наук, технический директор Научно-производственного общества с ограниченной ответственностью «Доникс»                                                           |
| За разработку теории и практическое внедрение нетрадиционного процесса — прокатка-разделение | Корень, Андрей Александрович         | начальник отделения Научно-производственного общества с ограниченной ответственностью «Доникс»                                                                                       |
| За разработку теории и практическое внедрение нетрадиционного процесса — прокатка-разделение | Бабенко, Михаил Антонович            | начальник департамента общества с ограниченной ответственностью «Эвертон» |
| За разработку теории и практическое внедрение нетрадиционного процесса — прокатка-разделение | Шульгин, Григорий Митрофанович       | доктор технических наук (посмертно) |
| За научную разработку, организацию и внедрение системы санаторно-курортного оздоровления и лечения беременных в Украине | Владимиров, Александр Аркадьевич     | доктор медицинских наук, главный врач клинического санатория «Октябрь» |
| За научную разработку, организацию и внедрение системы санаторно-курортного оздоровления и лечения беременных в Украине | Тофан, Наталья Ивановна              | доктор медицинских наук, заведующий отделением клинического санатория «Октябрь» |
| За научную разработку, организацию и внедрение системы санаторно-курортного оздоровления и лечения беременных в Украине | Степанковская, Галина Константиновна | член-корреспондент Национальной академии наук Украины, профессор Национального медицинского университета имени О.&nbsp ;О. Богомольца                                                |
| За научную разработку, организацию и внедрение системы санаторно-курортного оздоровления и лечения беременных в Украине | Голота, Владислав Яковлевич          | доктор медицинских наук, заведующий кафедрой Национального медицинского университета имени А. О. Богомольца                                                                          |
| За научную разработку, организацию и внедрение системы санаторно-курортного оздоровления и лечения беременных в Украине | Дашкевич, Валентина Евдокимовна      | доктор медицинских наук, руководителю отделения Института педиатрии, акушерства и гинекологии                                                                                        |
| За научную разработку, организацию и внедрение системы санаторно-курортного оздоровления и лечения беременных в Украине | Лукьянова, Ирина Сергеевна           | доктор медицинских наук, заведующий отделением Института педиатрии, акушерства и гинекологии                                                                                         |
| За научную разработку, организацию и внедрение системы санаторно-курортного оздоровления и лечения беременных в Украине | Кача, Нина Григорьевна               | доктор медицинских наук, проректор Киевской медицинской академии последипломного образования имени П. Л. Шупика                                                                      |
| За научную разработку, организацию и внедрение системы санаторно-курортного оздоровления и лечения беременных в Украине | Лобода, Михаил Васильевич            | доктор медицинских наук, президент Всеукраинской ассоциации физиотерапевтов и курортологов                                                                                           |
| За научную разработку, организацию и внедрение системы санаторно-курортного оздоровления и лечения беременных в Украине | Жарких, Анатолий Васильевич          | кандидат медицинских наук, заведующий кафедрой Запорожского государственного медицинского университета                                                                               |
| За разработку новейших электронно-лучевых сварочных установок на основе модельно-ориентированного управления | Назаренко, Олег Кузьмович            | член-корреспондент Национальной академии наук Украины, заведующий отделом Института электросварки имени Е. О. Патона НАН Украины                                                     |
| За разработку новейших электронно-лучевых сварочных установок на основе модельно-ориентированного управления | Нестеренков, Владимир Михайлович     | доктор технических наук, заместитель заведующего отделом Института электросварки имени Е. О. Патона НАН Украины                                                                      |
| За разработку новейших электронно-лучевых сварочных установок на основе модельно-ориентированного управления | Гумовский Василий Валентинович       | ведущий инженер Института электросварки имени Е. О. Патона НАН Украины |
| За разработку новейших электронно-лучевых сварочных установок на основе модельно-ориентированного управления | Галушка, Виктор Васильевич           | ведущий инженер-электроник Института электросварки имени Е. О. Патона НАН Украины |
| За разработку новейших электронно-лучевых сварочных установок на основе модельно-ориентированного управления | Литвинов, Виталий Васильевич         | доктор технических наук, заведующий отделом Института проблем математических машин и систем НАН Украины                                                                              |
| За разработку новейших электронно-лучевых сварочных установок на основе модельно-ориентированного управления | Казимир, Владимир Викторович         | доктор технических наук, ведущий научный сотрудник Института проблем математических машин и систем НАН Украины                                                                       |
| За разработку новейших электронно-лучевых сварочных установок на основе модельно-ориентированного управления | Мирошниченко, Андрей Викторович      | младший научный сотрудник Института проблем математических машин и систем НАН Украины                                                                                                |
| За комплекс ресурсо- и энергосберегающих геотехнологий добычи и переработки минерального сырья, технических средств их мониторинг с системой управления и оптимизации горнорудных производств | Пилов, Пётр Иванович                 | доктор технических наук, первый проректор Национального горного университета |
| За комплекс ресурсо- и энергосберегающих геотехнологий добычи и переработки минерального сырья, технических средств их мониторинг с системой управления и оптимизации горнорудных производств | Сидоренко, Виктор Дмитриевич         | доктор технических наук, проректор Криворожского технического университета |
| За комплекс ресурсо- и энергосберегающих геотехнологий добычи и переработки минерального сырья, технических средств их мониторинг с системой управления и оптимизации горнорудных производств | Темченко, Анатолий Георгиевич        | доктор технических наук, ректор Криворожского технического университета |
| За комплекс ресурсо- и энергосберегающих геотехнологий добычи и переработки минерального сырья, технических средств их мониторинг с системой управления и оптимизации горнорудных производств | Капленко, Юрий Петрович              | доктор технических наук, заведующий кафедрой Криворожского технического университета                                                                                                 |
| За комплекс ресурсо- и энергосберегающих геотехнологий добычи и переработки минерального сырья, технических средств их мониторинг с системой управления и оптимизации горнорудных производств | Моркун, Владимир Станиславович       | доктор технических наук, начальник научно-исследовательской части Криворожского технического университета                                                                            |
| За комплекс ресурсо- и энергосберегающих геотехнологий добычи и переработки минерального сырья, технических средств их мониторинг с системой управления и оптимизации горнорудных производств | Азарян, Альберт Арамаисович          | доктор технических наук, заведующий лабораторией Министерства промышленной политики Украины при Криворожском техническом университете                                                |
| За комплекс ресурсо- и энергосберегающих геотехнологий добычи и переработки минерального сырья, технических средств их мониторинг с системой управления и оптимизации горнорудных производств | Колосов, Валерий Александрович       | доктор технических наук, генеральный директор ассоциации «Укррудпром» |
| За комплекс ресурсо- и энергосберегающих геотехнологий добычи и переработки минерального сырья, технических средств их мониторинг с системой управления и оптимизации горнорудных производств | Караманиц, Фёдор Иванович            | председатель правления открытого акционерного общества «Криворожский железорудный комбинат»                                                                                          |
| За эффекты спонтанного нарушения симметрии и фазовые переходы в физике элементарных частиц и физике конденсированного состояния | Фомин, Пётр Иванович                 | член-корреспондент Национальной академии наук Украины, заведующий отделом Института теоретической физики имени М. М. Боголюбова НАН Украины                                          |
| За эффекты спонтанного нарушения симметрии и фазовые переходы в физике элементарных частиц и физике конденсированного состояния | Ситенко, Юрий Алексеевич             | доктор физико-математических наук, заведующий отделом Института теоретической физики имени М. М. Боголюбова НАН Украины                                                              |
| За эффекты спонтанного нарушения симметрии и фазовые переходы в физике элементарных частиц и физике конденсированного состояния | Гусинин, Валерий Павлович            | доктор физико-математических наук, главный научный сотрудник Института теоретической физики имени М. М. Боголюбова НАН Украины                                                       |
| За эффекты спонтанного нарушения симметрии и фазовые переходы в физике элементарных частиц и физике конденсированного состояния | Миранский, Владимир Адольфович       | доктор физико-математических наук, ведущий научный сотрудник Института теоретической физики имени М. М. Боголюбова НАН Украины                                                       |
| За эффекты спонтанного нарушения симметрии и фазовые переходы в физике элементарных частиц и физике конденсированного состояния | Омельянчук, Александр Николаевич     | доктор физико-математических наук, заведующий отделом Физико-технического института низких температур имени Б. И. Веркина НАН Украины                                                |
| За эффекты спонтанного нарушения симметрии и фазовые переходы в физике элементарных частиц и физике конденсированного состояния | Кривое, Илья Валентинович            | доктор физико-математических наук, ведущий научный сотрудник Физико-технического института низких температур имени Б. И. Веркина НАН Украины                                         |
| За эффекты спонтанного нарушения симметрии и фазовые переходы в физике элементарных частиц и физике конденсированного состояния | Шевченко, Сергей Иванович            | доктор физико-математических наук, ведущий научный сотрудник Физико-технического института низких температур имени Б. И. Веркина НАН Украины                                         |
| За создание новейшей газопаротурбинной технологии «Водолей», её оборудование и внедрение в энергетическую отрасль страны для радикального уменьшения потребления топлива и загрязнение окружающей среды | Романов, Виктор Иванович             | доктор технических наук, ведущий конструктор государственного предприятия "Научно-производственный комплекс газотурбостроения «Заря — Машпроект»                                     |
| За создание новейшей газопаротурбинной технологии «Водолей», её оборудование и внедрение в энергетическую отрасль страны для радикального уменьшения потребления топлива и загрязнение окружающей среды | Бондин, Юрий Николаевич              | генеральный директор государственного предприятия "Научно-производственный комплекс газотурбостроения "Заря"-"Машпроект"                                                             |
| За создание новейшей газопаротурбинной технологии «Водолей», её оборудование и внедрение в энергетическую отрасль страны для радикального уменьшения потребления топлива и загрязнение окружающей среды | Исаков, Борис Владимирович           | первый заместитель генерального директора — главный конструктор ГП НПКГ «Заря»-«Машпроект»                                                                                           |
| За создание новейшей газопаротурбинной технологии «Водолей», её оборудование и внедрение в энергетическую отрасль страны для радикального уменьшения потребления топлива и загрязнение окружающей среды | Кривука, Виль Андреевич              | бывший ведущий инженер-конструктор государственного предприятия "Научно-производственный комплекс газотурбостроения "Заря"-"Машпроект"                                               |
| За создание новейшей газопаротурбинной технологии «Водолей», её оборудование и внедрение в энергетическую отрасль страны для радикального уменьшения потребления топлива и загрязнение окружающей среды | Крушневич, Тадеуш Казимирович        | кандидат технических наук, ведущий научный сотрудник Института газа НАН Украины |
| За создание новейшей газопаротурбинной технологии «Водолей», её оборудование и внедрение в энергетическую отрасль страны для радикального уменьшения потребления топлива и загрязнение окружающей среды | Коломеев, Валентин Николаевич        | бывший первый заместитель председателя Совета директоров дочерней компании «Укртрансгаз» Национальной акционерной компании «Нафтогаз Украины»                                        |
| За создание новейшей газопаротурбинной технологии «Водолей», её оборудование и внедрение в энергетическую отрасль страны для радикального уменьшения потребления топлива и загрязнение окружающей среды | Ксендзюк, Николай Васильевич         | начальник отдела дочерней компании «Укртрансгаз» Национальной акционерной компании «Нефтегаз Украины»                                                                                |
| За создание новейшей газопаротурбинной технологии «Водолей», её оборудование и внедрение в энергетическую отрасль страны для радикального уменьшения потребления топлива и загрязнение окружающей среды | Мартынюк, Владимир Мефодиевич        | заместитель начальника газокомпрессорной станции «Ставищанская» дочерней компании «Укртрансгаз» Национальной акционерной компании «Нефтегаз Украины»                                 |
| За создание новейшей газопаротурбинной технологии «Водолей», её оборудование и внедрение в энергетическую отрасль страны для радикального уменьшения потребления топлива и загрязнение окружающей среды | Ищенко, Вячеслав Алексеевич          | технический директор закрытого акционерного общества «Струм» государственной корпорации «Укрмонтажспецбуд»                                                                           |
| За создание новейшей газопаротурбинной технологии «Водолей», её оборудование и внедрение в энергетическую отрасль страны для радикального уменьшения потребления топлива и загрязнение окружающей среды | Уваричев, Александр Николаевич       | технический директор дочернего предприятия «Энергопроект» |
| За геохимию техногенеза: токсические элементы в окружающей среде Украины | Жовинский, Эдуард Яковлевич          | член-корреспондент Национальной академии наук Украины, заместитель директора Института геохимии, минералогии и рудообразования НАН Украины                                           |
| За геохимию техногенеза: токсические элементы в окружающей среде Украины | Кураева, Ирина Владимировна          | доктор геологических наук, заведующий отделом Института геохимии, минералогии и рудообразования НАН Украины                                                                          |
| За геохимию техногенеза: токсические элементы в окружающей среде Украины | Самчук, Анатолий Иванович            | доктор химических наук, главный научный сотрудник Института геохимии, минералогии и рудообразования НАН Украины                                                                      |
| За геохимию техногенеза: токсические элементы в окружающей среде Украины | Емельянов, Владимир Александрович    | доктор геолого-минералогических наук, первый заместитель главного ученого секретаря Национальной академии наук Украины                                                               |
| За геохимию техногенеза: токсические элементы в окружающей среде Украины | Орлов Александр Александрович        | кандидат биологических наук, научный сотрудник Института геохимии окружающей среды НАН Украины и МЧС Украины                                                                         |
| За геохимию техногенеза: токсические элементы в окружающей среде Украины | Шраменко, Иван Фёдорович             | кандидат геолого-минералогических наук, ученый секретарь Института геохимии окружающей среды НАН Украины и МЧС Украины                                                               |
| За геохимию техногенеза: токсические элементы в окружающей среде Украины | Долин, Виктор Владимирович           | доктор геологических наук, заведующий отделом Института геохимии окружающей среды НАН Украины и МЧС Украины                                                                          |
| За геохимию техногенеза: токсические элементы в окружающей среде Украины | Комов, Игорь Леонтьевич              | доктор геолого-минералогических наук, ведущий научный сотрудник Института геохимии окружающей среды НАН Украины и МЧС Украины;                                                       |
| За учебники: - Уголовное право Украины: Общая часть. — Киев: Юринком Интер; X.: Право, 2001. — 416 с.; - Уголовное право Украины: Общая часть. — 2-е изд., перераб. и доп. — М.: Юринком Интер, 2004. — 480 с.; - Уголовное право Украины: Особенная часть. — Киев: Юринком Интер; X.: Право, 2001. — 496 с.; - Уголовное право Украины: Особенная часть. — 2-е изд., перераб. и доп. — Киев: Юринком Интер, 2004. — 544 с. | Панов, Николай Иванович              | доктор юридических наук, проректор Национальной юридической академии Украины имени Ярослава Мудрого                                                                                  |
| За учебники: - Уголовное право Украины: Общая часть. — Киев: Юринком Интер; X.: Право, 2001. — 416 с.; - Уголовное право Украины: Общая часть. — 2-е изд., перераб. и доп. — М.: Юринком Интер, 2004. — 480 с.; - Уголовное право Украины: Особенная часть. — Киев: Юринком Интер; X.: Право, 2001. — 496 с.; - Уголовное право Украины: Особенная часть. — 2-е изд., перераб. и доп. — Киев: Юринком Интер, 2004. — 544 с. | Сташис, Владимир Владимирович        | профессор, первый проректор Национальной юридической академии Украины имени Ярослава Мудрого                                                                                         |
| За учебники: - Уголовное право Украины: Общая часть. — Киев: Юринком Интер; X.: Право, 2001. — 416 с.; - Уголовное право Украины: Общая часть. — 2-е изд., перераб. и доп. — М.: Юринком Интер, 2004. — 480 с.; - Уголовное право Украины: Особенная часть. — Киев: Юринком Интер; X.: Право, 2001. — 496 с.; - Уголовное право Украины: Особенная часть. — 2-е изд., перераб. и доп. — Киев: Юринком Интер, 2004. — 544 с. | Борисов, Вячеслав Иванович           | доктор юридических наук, профессор Национальной юридической академии Украины имени Ярослава Мудрого                                                                                  |
| За учебники: - Уголовное право Украины: Общая часть. — Киев: Юринком Интер; X.: Право, 2001. — 416 с.; - Уголовное право Украины: Общая часть. — 2-е изд., перераб. и доп. — М.: Юринком Интер, 2004. — 480 с.; - Уголовное право Украины: Особенная часть. — Киев: Юринком Интер; X.: Право, 2001. — 496 с.; - Уголовное право Украины: Особенная часть. — 2-е изд., перераб. и доп. — Киев: Юринком Интер, 2004. — 544 с. | Кривоченко, Людмила Николаевна       | кандидат юридических наук, профессор Национальной юридической академии Украины имени Ярослава Мудрого                                                                                |
| За учебники: - Уголовное право Украины: Общая часть. — Киев: Юринком Интер; X.: Право, 2001. — 416 с.; - Уголовное право Украины: Общая часть. — 2-е изд., перераб. и доп. — М.: Юринком Интер, 2004. — 480 с.; - Уголовное право Украины: Особенная часть. — Киев: Юринком Интер; X.: Право, 2001. — 496 с.; - Уголовное право Украины: Особенная часть. — 2-е изд., перераб. и доп. — Киев: Юринком Интер, 2004. — 544 с. | Ломако, Владимир Андреевич           | кандидат юридических наук, профессор Национальной юридической академии Украины имени Ярослава Мудрого                                                                                |
| За учебники: - Уголовное право Украины: Общая часть. — Киев: Юринком Интер; X.: Право, 2001. — 416 с.; - Уголовное право Украины: Общая часть. — 2-е изд., перераб. и доп. — М.: Юринком Интер, 2004. — 480 с.; - Уголовное право Украины: Особенная часть. — Киев: Юринком Интер; X.: Право, 2001. — 496 с.; - Уголовное право Украины: Особенная часть. — 2-е изд., перераб. и доп. — Киев: Юринком Интер, 2004. — 544 с. | Баулин, Юрий Васильевич              | доктор юридических наук, директор Института изучения проблем преступности |
| За учебники: - Уголовное право Украины: Общая часть. — Киев: Юринком Интер; X.: Право, 2001. — 416 с.; - Уголовное право Украины: Общая часть. — 2-е изд., перераб. и доп. — М.: Юринком Интер, 2004. — 480 с.; - Уголовное право Украины: Особенная часть. — Киев: Юринком Интер; X.: Право, 2001. — 496 с.; - Уголовное право Украины: Особенная часть. — 2-е изд., перераб. и доп. — Киев: Юринком Интер, 2004. — 544 с. | Тихий, Владимир Павлович             | доктор юридических наук, заведующий лабораторией Института изучения проблем преступности                                                                                             |
| За учебники: - Уголовное право Украины: Общая часть. — Киев: Юринком Интер; X.: Право, 2001. — 416 с.; - Уголовное право Украины: Общая часть. — 2-е изд., перераб. и доп. — М.: Юринком Интер, 2004. — 480 с.; - Уголовное право Украины: Особенная часть. — Киев: Юринком Интер; X.: Право, 2001. — 496 с.; - Уголовное право Украины: Особенная часть. — 2-е изд., перераб. и доп. — Киев: Юринком Интер, 2004. — 544 с. | Бажанов, Марк Игоревич               | доктор юридических наук (посмертно) |
| За учебник «История экономических учащихся». — Киев: Знание, 2004. — 1300 с. | Базилевич, Виктор Дмитриевич         | доктор экономических наук, заведующий кафедрой Киевского национального университета имени Тараса Шевченко                                                                            |
| За учебник «История экономических учащихся». — Киев: Знание, 2004. — 1300 с. | Гражевская, Надежда Ивановна         | кандидат экономических наук, доцент Киевского национального университета имени Тараса Шевченко                                                                                       |
| За учебник «История экономических учащихся». — Киев: Знание, 2004. — 1300 с. | Гайдай, Татьяна Викторовна           | кандидат экономических наук, доцент Киевского национального университета имени Тараса Шевченко                                                                                       |
| За учебник «История экономических учащихся». — Киев: Знание, 2004. — 1300 с. | Нестеренко, Елена Петровна           | кандидат экономических наук, доцент Киевского национального университета имени Тараса Шевченко                                                                                       |
| За учебник «История экономических учащихся». — Киев: Знание, 2004. — 1300 с. | Маслов, Анатолий Александрович       | кандидат экономических наук, доцент Киевского национального университета имени Тараса Шевченко                                                                                       |
| За учебник «История экономических учащихся». — Киев: Знание, 2004. — 1300 с. | Вернигора, Людмила Владимировна      | кандидат экономических наук, доцент Киевского национального университета имени Тараса Шевченко                                                                                       |
| За учебник «История экономических учащихся». — Киев: Знание, 2004. — 1300 с. | Леоненко, Пётр Михайлович            | доктор экономических наук, первый проректор Украинского государственного университета экономики и финансов                                                                           |